# Microlejeunea ulicina
Microlejeunea ulicina là một loài Rêu trong họ Lejeuneaceae. Loài này được (Taylor) Stephani mô tả khoa học đầu tiên năm 1890.